# Спаське (Ленінський міський округ)
Спа́ське (рос. Спасское) — присілок у складі Ленінського міського округу Московської області, Росія.

## Населення
Населення — 92 особи (2010; 77 у 2002).
Національний склад (станом на 2002 рік):
- росіяни — 95 %